# Muller Dinda
Muller Dinda Kambambela (Moanda, 22 settembre 1995) è un calciatore gabonese, difensore del Bitam.

## Caratteristiche tecniche
Gioca come terzino sinistro.

## Carriera

### Club
Gioca dal 2011 al 2017 nella massima serie gabonese; passa quindi al Wydad Témara, club della seconda divisione marocchina, e poi al Raja Casablanca, nella prima divisione marocchina, in cui gioca 8 partite senza mai segnare. In seguito va a giocare in Oman, nella prima divisione locale, al Sohar.

### Nazionale
Ha partecipato con la sua nazionale ai Giochi Olimpici di Londra 2012, nei quali ha giocato da titolare tutte e tre le partite giocate dalla sua nazionale. Tra il 2013 ed il 2017 totalizza 4 presenze con la nazionale maggiore.

## Statistiche

### Cronologia presenze e reti in nazionale
| Cronologia completa delle presenze e delle reti in nazionale ― Gabon | Cronologia completa delle presenze e delle reti in nazionale ― Gabon | Cronologia completa delle presenze e delle reti in nazionale ― Gabon | Cronologia completa delle presenze e delle reti in nazionale ― Gabon | Cronologia completa delle presenze e delle reti in nazionale ― Gabon | Cronologia completa delle presenze e delle reti in nazionale ― Gabon | Cronologia completa delle presenze e delle reti in nazionale ― Gabon | Cronologia completa delle presenze e delle reti in nazionale ― Gabon |
| Data                                                                 | Città                                                                | In casa                                                              | Risultato                                                            | Ospiti                                                               | Competizione                                                         | Reti                                                                 | Note                                                                 |
| -------------------------------------------------------------------- | -------------------------------------------------------------------- | -------------------------------------------------------------------- | -------------------------------------------------------------------- | -------------------------------------------------------------------- | -------------------------------------------------------------------- | -------------------------------------------------------------------- | -------------------------------------------------------------------- |
| 10-1-2013                                                            | Al Wakrah                                                            | Tunisia                                                              | 1 – 1                                                                | Gabon                                                                | Amichevole                                                           | -                                                                    | 60’                                                                  |
| 15-1-2013                                                            | Sidone                                                               | Libano                                                               | 0 – 0                                                                | Gabon                                                                | Amichevole                                                           | -                                                                    | 90+2’                                                                |
| 2-7-2014                                                             | Kigali                                                               | Ruanda                                                               | 1 – 0                                                                | Gabon                                                                | Amichevole                                                           | -                                                                    |                                                                      |
| 27-7-2014                                                            | Libreville                                                           | Gabon                                                                | 0 – 1                                                                | Ruanda                                                               | Amichevole                                                           | -                                                                    | 82’                                                                  |
| 4-6-2017                                                             | Akanda                                                               | Gabon                                                                | 0 – 0                                                                | Zambia                                                               | Amichevole                                                           | -                                                                    | 69’                                                                  |
| Totale                                                               |                                                                      | Presenze                                                             | 5                                                                    |                                                                      | Reti                                                                 | 0                                                                    |                                                                      |

## Palmarès

### Club

#### Competizioni internazionali
- Supercoppa CAF: 1

Raja Casablanca: 2019